# Littlethorpe (North Yorkshire)
Littlethorpe – wieś i civil parish w Anglii, w hrabstwie North Yorkshire, w dystrykcie (unitary authority) North Yorkshire. Leży 34 km na północny zachód od miasta York i 305 km na północ od Londynu. W 2011 civil parish liczyła 573 mieszkańców. Littlethorpe jest wspomniana w Domesday Book (1086) jako Torp.